# Marcelo Ramiro Camacho
Marcelo Ramiro Camacho meglio noto solo come Camacho (Rio de Janeiro, 24 marzo 1980) è un ex calciatore brasiliano, di ruolo centrocampista.